# الحزب الديمقراطي الحر (ليبيريا)
الحزب الديمقراطي الحر هو حزب سياسي في ليبيريا. وشارك في انتخابات عام 1997 وقدم مرشحين في انتخابات 11 أكتوبر 2005.
في عام 1997، فاز مرشح الحزب للرئاسة فياح جبولي بنسبة 0.32٪ من الأصوات بينما فشل الحزب في الفوز بأي تمثيل في المجلس التشريعي المكون من مجلسين. في عام 2005، فاز مرشح الحزب ديفيد فرحات بنسبة 0.5٪ من الأصوات في الانتخابات الرئاسية. فشل الحزب في الفوز بأي مقاعد في مجلس الشيوخ أو مجلس النواب.